# Greenfield (bedrijfskunde)
Greenfield is een bedrijfskundige vakterm voor het vanaf de grond starten of opbouwen (vanuit het niets) van een bedrijf, vereniging, (computer)programma of nieuw huis.
Voorbeeld hiervan is de oprichting van bedrijven zonder een bedrijf over te nemen of voort te borduren op eerder behaalde successen. Een huis dat vanaf de grond af aan wordt gebouwd is een ander voorbeeld. Een huis dat verbouwd wordt of volledig wordt gerestaureerd valt dus niet onder greenfield.